# Port Aggregation Protocol
 (juillet 2016).
Si vous disposez d'ouvrages ou d'articles de référence ou si vous connaissez des sites web de qualité traitant du thème abordé ici, merci de compléter l'article en donnant les références utiles à sa vérifiabilité et en les liant à la section « Notes et références ».
PAgP est un protocole propriétaire développé par l'entreprise Cisco Systems. Il permet de faciliter la création automatique de liaisons EtherChannels.